# Zaraza Mayera
Zaraza Mayera (Orobanche mayeri (Suess. & Ronniger) Bertsch & F. Bertsch) – gatunek byliny z rodziny zarazowatych (Orobanchaceae). Występuje w Karpatach (Słowacja, Polska, Rumunia) oraz na pojedynczych stanowiskach w Niemczech. W Polsce rośnie tylko w Pieninach. Do lat 90. XX wieku był uważany za endemiczny dla Badenii-Wirtembergii. Okazy tego gatunku odkrył Adolf Theodor Mayer w 1940 roku, przy czym uznał, że należą do zarazy wielkiej. Wkrótce potem wyodrębniono dla nich takson – odmianę w ramach zarazy alzackiej.

## Morfologia
ŁodygaJasnożółta, jasnobrązowa lub czerwonawa, o wysokości 20–60 cm, pokryta łuskami. Łuski dolne trójkątne, liczne. Łuski górne lancetowate, rzadkie.
KwiatyZebrane w licznokwiatowy kłos. Kwiaty siedzące w kątach przysadek. Dwie, dwuzębne działki kielicha. Korona kwiatu żółtawa, jasnobrązowa, różowa lub czerwonawa, o długości 15–20 mm. Szyjka słupka prawie naga. Znamię żółte lub pomarańczowe, dwułatkowe.
OwoceTorebka. Nasiona liczne i drobne.

## Biologia i ekologia
Geofit. Jest rośliną bezzieleniową, bez korzenia. Pasożytuje na okrzynie szerokolistnym (Laserpitium latifolium). Kwitnie od lipca do sierpnia. Rośnie na skałach, w górskich murawach, prześwietlonych borach i w okrajkach, na podłożu wapiennym.

## Zagrożenia i ochrona
W latach 2004–2014 gatunek był objęty w Polsce ochroną ścisłą, od 2014 podlega ochronie częściowej. Gatunek został umieszczony w polskiej czerwonej księdze roślin w kategorii CR (krytycznie zagrożony). Znajduje się także na polskiej czerwonej liście w tej samej kategorii.